# Omroeppastoraat
Het Omroeppastoraat was de naam van het pastoraat dat in Nederland via radio en televisie uitzond van 1974 tot 2000. Van 2000 tot de opheffing in 2010 werd de naam Mediapastoraat gevoerd.
In de Nederlandse Rooms-Katholieke Kerk ontstond in 1974, op initiatief van de KRO en het Aartsbisdom Utrecht (later de kerkprovincie) het omroeppastoraat: een poging de nieuwe media van radio en tv te betrekken bij liturgie en pastoraat. Een team van pastores verzorgt twintigmaal per jaar een Heilige Mis die rechtstreeks in RKK-zendtijd wordt uitgezonden en waarop telefonisch en schriftelijk gereageerd kan worden. Deze missen worden opgedragen door mediapastor Peter Denneman en worden mede verzorgd door pastoraal werkster Joke Litjens.
Aanvankelijk speelde het Omroeppastoraat een prominente rol in de (nog niet zo lang geleden ingezette) liturgievernieuwing. Ook de aandacht voor maatschappelijke en politieke thema's in de liturgie vindt navolging in den lande. Elke week verzorgde het team (tot 1997) het radioprogramma 'Postbus 900' waarop luisteraars aanvankelijk schriftelijk en later ook telefonisch konden reageren. Al gauw ontstond een eigen vorm van pastoraat: per telefoon en per brief, waarbij thema's ter sprake kwamen die in rechtstreekse pastorale contacten minder aan bod kwamen zoals (nabestaan na) zelfmoord, oorlogsverleden, seksueel misbruik, incest, kinderen van NSB'ers, etc.
De omroepparochie verbond zich aanvankelijk tot 1993 aan de parochie van de H. Franciscus Xaverius aan 't Zand in Amersfoort; van 1993 tot 2000 aan de Pax Christi parochie te Lelystad. Vanaf 2000 heet de omroepparochie Mediapastoraat. Toen werd de band met een lokale parochie losgelaten en vestigde men zich in Soesterberg.
Vanaf april 2007 keerde het omroeppastoraat weer terug naar een lokale parochie, deze keer de parochie van de Sint-Nicolaasbasiliek in IJsselstein.
De liturgie van de paasnacht 2009 vanuit de Sint-Nicolaasbasiliek was de 750ste uitzending van het Omroeppastoraat.
Per 1 januari 2010 is het Mediapastoraat opgeheven. De uitzendingen die deze maakte worden tegenwoordig verzorgd door de verschillende bisdommen via de KRO-NCRV.

## Vroegere medewerkers
- Jan ter Laak van 1974 tot 1983;
- Ben Verberne, pater van de Missionarissen van het Heilig Hart, van 1996 tot 2004;
- Maria ter Steeg;
- Jack de Valk;
- Hein Schaeffer;
- Bart Verreijt (1987 - 1992);
- Adri Verweij
- Joke Litjens
- Els Speet (1988 -1992)